# Dendryphantes ovchinnikovi
Dendryphantes ovchinnikovi là một loài nhện trong họ Salticidae.
Loài này thuộc chi Dendryphantes. Dendryphantes ovchinnikovi được Dmitri Viktorovich Logunov & Yuri M. Marusik miêu tả năm 1994.